# Cer
Cer (IPA: [t͡seːɐ̯], anhörenⓘ; seltener auch Zer bzw. Cerium genannt) ist ein chemisches Element mit dem Elementsymbol Ce und der Ordnungszahl 58. Im Periodensystem steht es in der Gruppe der Lanthanoide und zählt damit auch zu den Metallen der Seltenen Erden.
Cer ist ein silbergraues, relativ weiches, duktiles, paramagnetisches und reaktives Metall. Es ist das am häufigsten vorkommende Lanthanoid, es ist in etwa so häufig wie Kupfer. In reiner Form kommt Cer überhaupt nicht in der Natur vor, anstatt dessen wird das meiste Cer aus Ceriterden gewonnen. Die weltweite, jährliche Produktion von Cer liegt bei nur 24.000 Tonnen. Wie alle Lanthanoide ist Cer leicht giftig. Eine viel größere Gefahr ist allerdings die Entflammbarkeit von Cer; schon bei Temperaturen von nur 65 °C kann sich reines Cer von allein entzünden.
Cer wurde 1803 entdeckt, das reine Metall wurde allerdings erst 1825 hergestellt. Cer wurde nach dem wenige Jahre zuvor (1801) entdeckten Zwergplaneten Ceres benannt. Eine biologische Funktion von Cer ist bislang nur aus einer Bakterienart bekannt. Die Hauptverwendung von Cer ist die Herstellung von Mischmetall.

## Geschichte

Metallisches Cer

Cer wurde 1803 von Jöns Jakob Berzelius und Wilhelm von Hisinger und gleichzeitig von Martin Heinrich Klaproth entdeckt. Es wurde nach dem Zwergplaneten Ceres benannt. Die Herstellung des Elements gelang Carl Gustav Mosander 1825 durch Reduktion des Chlorids mit Natrium.

## Vorkommen
In der Natur kommt Cer vergesellschaftet mit anderen Lanthanoiden in sogenannten Ceriterden vor, wie zum Beispiel im Allanit (Ca, Ce, La, Y)2(Al, Fe)3(SiO4)3(OH), im Monazit (Ce, La, Th, Nd, Y)PO4 sowie im Bastnäsit (Ce, La, Y)CO3F.
Cer ist das häufigste Element der Lanthanoide und steht in der Elementhäufigkeit auf Platz 28. In der Erdkruste, bis in eine Tiefe von 16 km gerechnet, ist es mit 68 g/t vertreten und kommt damit häufiger als Zinn oder Blei vor. Wichtige Lagerstätten befinden sich in Skandinavien, USA, Kongo, Südafrika und Indien. Die weltweit bekannten Cer-Reserven werden auf 40 Mio. Tonnen geschätzt.
Cer gehört zu den sogenannten leichten Seltenen Erden, die 2014 von der BGR als unkritisch bezüglich der Versorgungslage eingeschätzt wurden. Elementares („gediegenes“) Cer kommt auf der Erde wegen seiner hohen Reaktivität nicht vor. Es wurde jedoch in mikroskopischen Partikeln in Mondgestein gefunden. Wahrscheinlich entsteht es auf dem Mond durch Impaktereignisse.

## Gewinnung und Herstellung
Nach einer aufwendigen Abtrennung der Cer-Begleiter wird das Oxid mit Fluorwasserstoff zum Cerfluorid umgesetzt. Anschließend wird es mit Calcium unter Bildung von Calciumfluorid zum Cer reduziert. Die Abtrennung verbleibender Calciumreste und Verunreinigungen erfolgt in einer zusätzlichen Umschmelzung im Vakuum.
Die jährliche Weltproduktion lag 2022 bei ca. 23.000 t.

## Eigenschaften

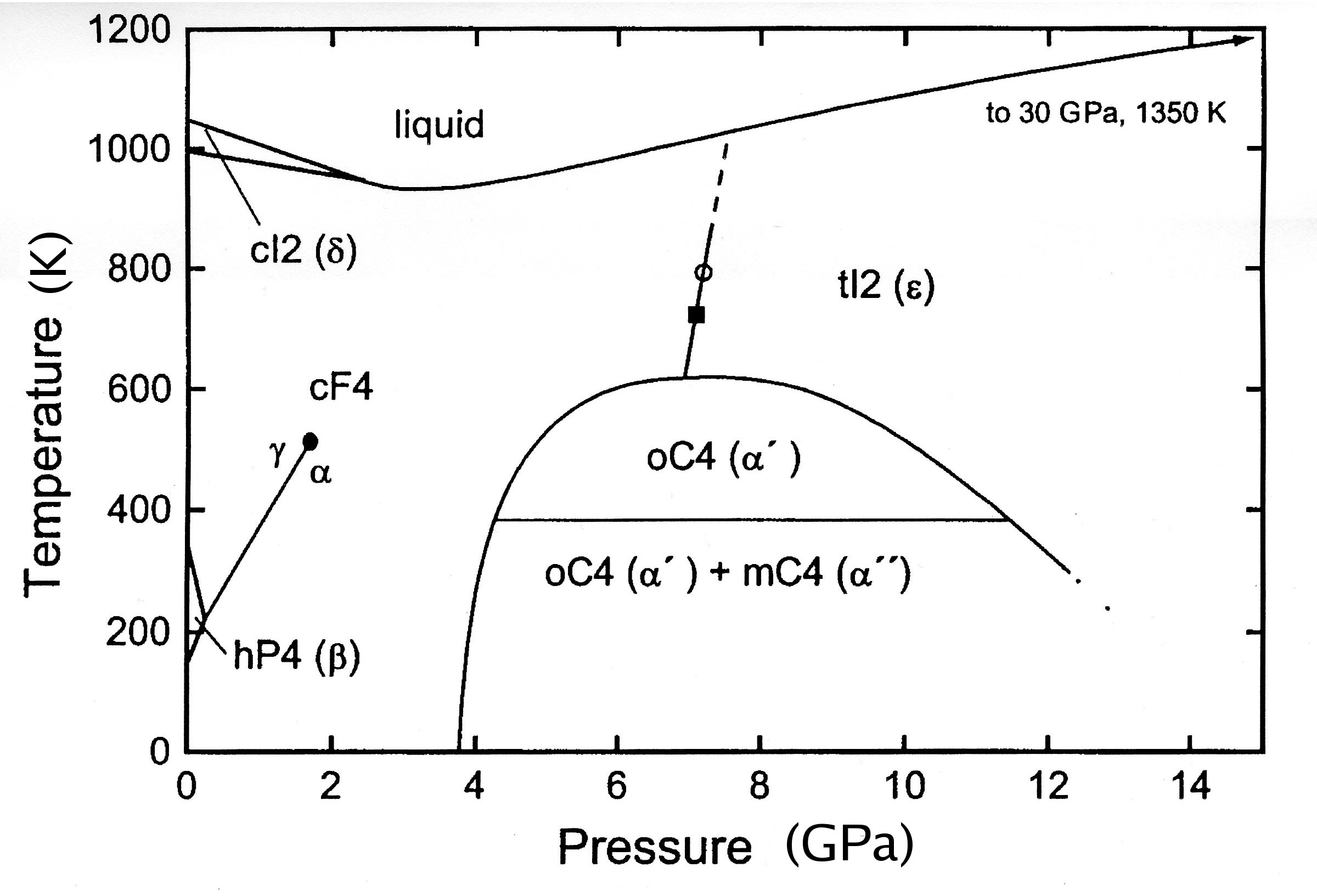
Phasendiagramm von Cer

### Physikalische Eigenschaften
Von Cer sind vier Modifikationen bekannt:
{\displaystyle \mathrm {(\alpha )Cer\ _{\overrightarrow {-196\,^{\circ }\mathrm {C} }}\ (\beta )Cer\ _{\overrightarrow {-24\,^{\circ }\mathrm {C} }}\ (\gamma )Cer\ _{\overrightarrow {726\,^{\circ }\mathrm {C} }}\ (\delta )Cer} }
Das silbrigweiß glänzende Metall ist hinter Europium das zweitreaktivste Element der Lanthanoide. Oberhalb von 150 °C verbrennt es unter heftigem Glühen zum Cerdioxid. Mit Wasser reagiert es zum Cer(III)-hydroxid.

### Chemische Eigenschaften
Cer kommt in Verbindungen als dreiwertiges farbloses oder vierwertiges gelbes bis orangefarbiges Kation vor.
Unter Wärmeeinfluss wird es durch Ethanol und Wasser sehr stark angegriffen. Auch in Laugen wird es unter Bildung von Cer-Hydroxiden stark angegriffen. In Säuren wird es zu Salzen gelöst.

## Verwendung
Da sich die chemischen Eigenschaften der Seltenen Erden ähneln, wird metallisches Cer selten in Reinform eingesetzt, sondern in der Mischung, in der es bei der Herstellung aus den Seltenerd-Mineralien anfällt, dem sogenannten Mischmetall.
- In der Metallurgie dient Mischmetall als Zusatz für Aluminiumlegierungen und hochtemperaturbeständige Eisenbasislegierungen. Es unterstützt im Schmelzprozess die Abtrennung von Schwefel und Sauerstoff.
- Die Eisen-Mischmetall-Legierung Cereisen dient als Ausgangsstoff für Zündsteine für die Verwendung in Feuerzeugen und zur Erzeugung von Funkenregen auf Achterbahnen und in Filmszenen (Unfallszenen).[18]

Geringe Beimengungen von (mehr oder weniger reinen) Cer-Verbindungen verleihen anderen Materialien bestimmte Eigenschaften:
- Cerdioxid (CeO2) wird zur Stabilisierung des keramischen Katalysatorträgers aus Aluminiumoxid für Autoabgaskatalysatoren verwendet
- Bestandteil einiger Spezialgläser, zum Beispiel UV-Filter und Windschutzscheiben, und Enttrübungsmittel in der Glasherstellung
- zur Färbung von Emaille
- Cerdioxid findet Verwendung als Poliermittel in der Glasbearbeitung
- Cer-dotierte Fluoreszenz-Farbstoffe (Leuchtstoffe) in Bildröhren, Gasentladungslampen und weißen Leuchtdioden
- als Dotierung in Glühstrümpfen
- Selbstreinigende Backöfen enthalten eine cerhaltige Beschichtung.
- Cer(IV)-sulfat als Oxidationsmittel in der Quantitativen Analyse (Cerimetrie)
- als Kontrastmittel bei Kernspinresonanz
- zur Regeneration von Rußpartikelfiltern im Kraftstoff gelöst beigemischt
- als Oxidkathode in Form von Cerhexaborid (CeB6)[19]
- als Teil von nichtedelmetallhaltigen Aufbrennlegierungen in der Zahntechnik (Keramik)
- als Oxidationsmittel für organische Synthesen mit Ceriumammoniumnitrat, (NH4)2Ce(NO3)6
- als Katalysator-Komponente zur Spaltung von CO2. Ein Forscherteam um Dr. Dorna Esrafilzadeh der RMIT-Universität in Melbourne verwendet Cer als eine Komponente in einem Flüssigmetall-Katalysator, um das Treibhausgas CO2 bei Raumtemperatur in Kohlenstoff und Sauerstoff zu spalten. Die katalytisch eingesetzte Flüssigmetall-Legierung aus Gallium, Indium, Zinn und Cer dient dabei als Stromleiter und Elektrolyt. In dem chemischen Prozess wird das dreiwertige Kation (Cer3+) zum metallischen Cer reduziert.[20][21][22]

## Biologische Bedeutung
2013 wurde erstmals ein Enzym in Bakterien entdeckt, das Cer-Ionen für seine Funktion benötigt. Die Bakterien der Art Methylacidiphilum fumariolicum wurden aus vulkanischen Schlammtümpeln in Italien isoliert. Sie benötigen Cer zum Aufbau der Methanol-Dehydrogenase, eines Enzyms im Methan-Stoffwechsel. Das Ion hat dabei die Rolle, die in ähnlichen Enzymen in anderen Bakterien von Calciumionen übernommen wird.

## Sicherheitshinweise
Cer ist, wie alle Lanthanoide, leicht giftig. Metallisches Cer kann sich schon ab 65 °C entzünden. Als fein verteiltes Metall kann es sich an der Luft ohne Energiezufuhr erhitzen und schließlich entzünden. Die Zündbereitschaft hängt u. a. sehr stark von der Korngröße und dem Verteilungsgrad ab. Cerbrände dürfen nicht mit Wasser gelöscht werden, da sich gasförmiger Wasserstoff entwickelt.

## Verbindungen

### Oxide
- Cer(III)-oxid Ce2O3, goldglänzender keramischer Feststoff
- Cer(IV)-oxid CeO2
- Cer(III,IV)-oxid Ce3O5, blauer keramischer Feststoff

### Halogenide
- Cer(III)-fluorid CeF3
- Cer(IV)-fluorid CeF4
- Cer(III)-chlorid CeCl3 · 7 H2O, weiße stark hygroskopische Substanz
- Cer(III)-bromid CeBr3
- Cer(III)-iodid CeI3

### Sonstige Verbindungen
- Cer(III)-sulfat Ce2(SO4)3 · 8 H2O, farblose Substanz
- Cer(IV)-sulfat Ce(SO4)2, gelbe Substanz
- Cer(III)-nitrat Ce(NO3)3 · 6 H2O
- Cer(III)-oxalat Ce2(C2O4)3 · 10 H2O
- Ammoniumcer(IV)-nitrat (CAN) (NH4)2Ce(NO3)6, orangerot
- Ammoniumcer(IV)-sulfat (NH4)4Ce(SO4)4· H2O
- Cer(IV)-perchlorat Ce(ClO4)4
- Cerwolframat Ce2(WO4)3

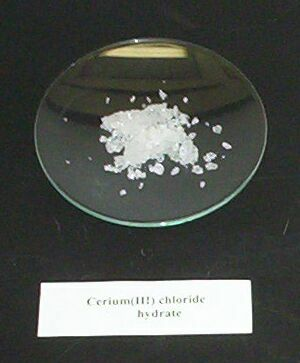
Cer(III)-chlorid
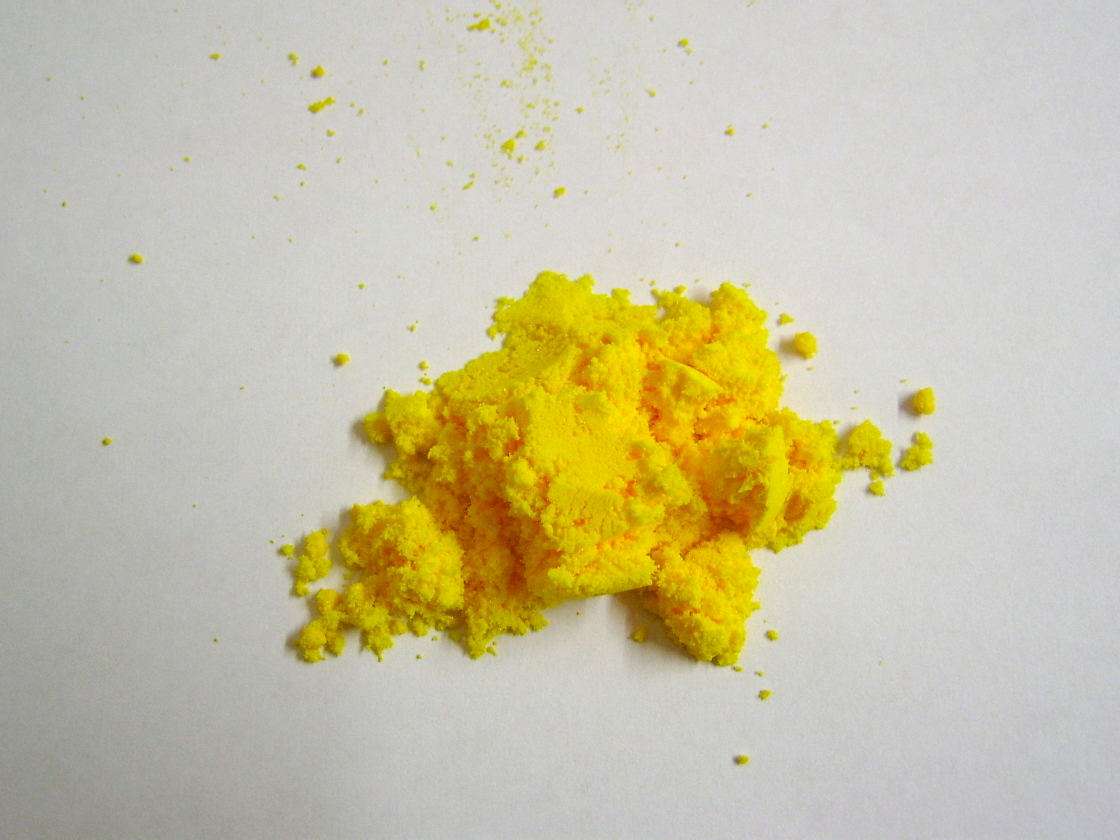
Cer(IV)-sulfat
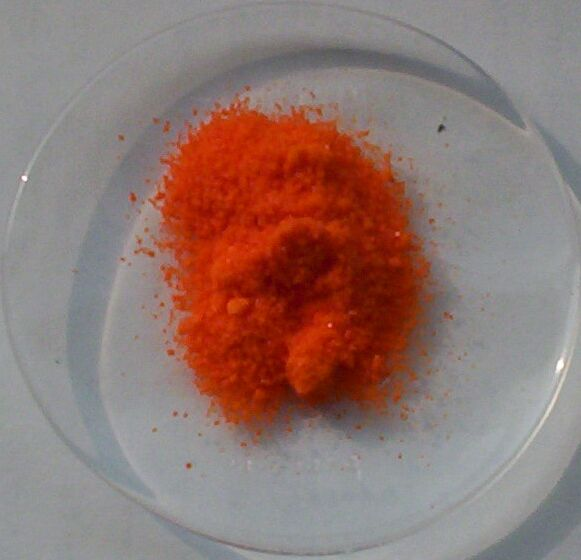
Ammoniumcer(IV)-nitrat